# Mario Peña Angulo
Mario Fernando Peña Angulo (Iquitos, 19 de abril de 1952 - Lima, 25 de agosto del 2008) fue un economista y político peruano. Fue congresista de la república por Loreto desde el 27 de julio del 2006 hasta su fallecimiento el 25 de agosto del 2008.

## Biografía
Nació en la ciudad de Iquitos, ubicado en la Provincia de Maynas del Departamento de Loreto, el 19 de abril de 1952.
Realizó sus estudios universitarios de economía en la Universidad Nacional Federico Villarreal y de Actualización de Profesores Universitarios en la Universidad del Pacífico. Fue catedrático de la Universidad Nacional de la Amazonía Peruana y especialista en Proyectos y Presupuestos del Instituto de Investigaciones de la Amazonía Peruana.
Fue también decano del Colegio de Economistas de Loreto en 1990, vicepresidente del directorio de la Cámara de Comercio de Loreto en 1992 y presidente del directorio de la Caja Municipal de Ahorro y Crédito Maynas en 1994.

## Carrera política
Se inició en la política cuando fue elegido como regidor de la Provincia de Maynas en el año 1993.
En el año 2001, Peña fue designado por el entonces presidente Valentín Paniagua como presidente ejecutivo del Consejo Transitorio de Administración Regional de Loreto en su gobierno de transición.
Postuló a la alcaldía de Maynas por el partido Somos Perú en el 2002 sin tener éxito.

### Congresista de la República
En las elecciones generales del 2006, Peña postuló al Congreso de la República representando al Departamento de Loreto como miembro del partido Acción Popular en alianza con el Frente de Centro. Logró luego ser elegido como congresista, con 17,885 votos, para el periodo parlamentario 2006-2011.
Durante su gestión parlamentaria fue integrante de diversas comisiones parlamentarias, se le reconoce su dedicación especialmente en favor de proyectos de ley promoviendo el desarrollo de la selva peruana y de Loreto en especial, así como en su labor fiscalizadora de lucha contra la corrupción.

## Fallecimiento
El 25 de agosto del 2008, Mario Peña Angulo falleció a los 56 años, víctima de un cáncer a los ganglios con el que lidió por varios meses. Tras su muerte, el Gobierno Regional de Loreto decretó duelo regional en todo el territorio y el Congreso de la República izó a media asta la Bandera Nacional en señal de duelo. Luego, su cargo parlamentario fue reemplazado por Jorge Foinquinos quien era su accessitario.